# Carl Johannes Thomae
Carl Johannes Thomae (né le 11 décembre 1840 à Laucha an der Unstrut, mort le 1er avril 1921 à Iéna) est un mathématicien allemand. 

## Biographie
Carl Johannes est le fils d'un directeur de l'école, Karl-August Thomae et d'Emilie Gutsmuths, qui ont grandi à Laucha an der Unstrut. Il étudie au Domgymnasium à Naumbourg et commence ses études à l'Université de Halle-Wittemberg en 1861. Après un service militaire d'un an, il poursuit ses études à l'université de Göttingen et à l'université de Berlin. En 1864, il obtient son doctorat à Göttingen sur « La transformation générale des fonctions thêta avec un nombre quelconque de variables ». En 1866, il s'installe et devient conférencier en 1867 à l'Université de Halle-Wittenberg. En outre, il prend part à la campagne d'Autriche en 1866 et est utilisé lors de la guerre franco-allemande comme gardien d'un camp de prisonniers à Torgau. Pour son service militaire, il reçoitt en 1866 la croix commémorative, la pièce commémorative de guerre de 1870/71 et la médaille centrale. 
En 1872, il devient professeur associé à l'Université de Halle, en 1874, professeur ordinaire de mathématiques à l'Université de Fribourg et en 1879 en tant que professeur titulaire de mathématiques à l'Université d'Iéna. Ici, il est devient directeur du séminaire de mathématiques et il est nommé secrétaire. Il participe également aux tâches d'organisation de l'université. Il devient doyen de la faculté de philosophie à plusieurs reprises et au semestre d’hiver de 1888 et au semestre d’été de 1901, recteur. En 1883, il devient membre de l'Académie Leopoldina, membre de l'Académie des sciences de Göttingen et membre de l'Académie royale des sciences de Saxe à Leipzig. Pour ses réalisations scientifiques, il est nommé commandeur de l'ordre du Faucon blanc et chevalier de l'ordre de la Maison ernestine de Saxe. Thomae prend sa retraite en 1914 et décède après une courte maladie en 1921 à Iéna. 
Les recherches de Johannes Thomae (il signait ses articles J. Thomae) ont notamment porté sur l'analyse complexe et sur ce qui fut plaisamment appelé l’epsilontique. Il s’est lui-même qualifié comme un disciple de Riemann, bien qu’il n’ait jamais assisté aux cours de Riemann. Il a notamment introduit la fonction de Thomae et une notion de q-intégrale, ultérieurement étendue par Jackson, et est ainsi le précurseur du q-calcul.
Thomae se marie deux fois. En 1874, Thomae épouse Anna Uhde à Balgstädt près de sa ville natale, Laucha an der Unstrut. Leur fils, Walter, naît le 5 novembre 1875, un an plus tard, mais son épouse décède cinq jours après. En 1892, Thomae épouse Sophie Pröpper à Iéna. Un an plus tard, Susanne Thomae naît.

## Travaux (sélection)
- Die allgemeine Transformation der Theta-Functionen mit beliebig vielen Variablen. Halle 1864
- Theorie der ultraelliptischen Funktionen und Integrale erster und zweiter Gattung. Halle 1865
- De propositione quadam Riemanniana ex analysi situs. Naumburg an der Saale 1867
- Beitrag zur Bestimmung von δ(0,0,…0) durch die Klassenmoduln algebraischer Funktionen. In: Journal für die reine und angewandte Mathematik 71, 1870, S. 201–222, online.
- Abriß einer Theorie der complexen Funktionen und der Thetafunctionen einiger Veränderlichen. Halle 1870; Halle 1873 (2. Aufl.); Halle 1890 (3. Aufl., Online)
- Ebene geometrische Gebilde erster und zweiter Ordnung vom Standpunkte der Geometrie der Lage betrachtet. Mit 46 in den Text eingedruckten Holzschnitten. Halle 1873
- Ueber eine Function welche einer linearen Differential- und Differenzengleichung vierter Ordnung Genüge leistet. Halle 1875
- Einleitung in die Theorie der bestimmten Integrale. Halle 1875 (Online)
- Sammlung von Formeln welche bei Anwendung der elliptischen und Rosenhain’schen Functionen gebraucht werden. Halle 1876 (Online)
- Ueber eine specielle Klasse Abelscher Functionen. Halle 1877
- Ueber eine specielle Klasse Abelscher Functionen vom Geschlecht 3. Halle 1879
- Elementare Theorie der analytischen Functionen einer complexen Veränderlichen. Halle (Saale) 1880 (Online), Halle 1898
- Die Kegelschnitte in rein projectiver Behandlung. Halle 1894 (Online)
- Sammlung von Formeln und Sätzen aus dem Gebiete der elliptischen Funktionen nebst Anwendungen. Leipzig 1905
- Grundriß einer analytischen Geometrie der Ebene. Leipzig 1906
- Vorlesungen über bestimmte Integrale und die Fourierschen Reihen. Leipzig 1908 (Online)